# Gai Norbà Flac (cònsol 38 aC)
Gai Norbà Flac (en llatí Caius Norbanus Flaccus) va ser un polític i militar romà. Era net de Gai Norbà,que va ser cònsol l'any 83 aC.
L'any 42 aC Octavi (August) el va enviar amb Luci Decidi Saxa a Macedònia amb el comandament de vuit legions i va operar a la zona de Filipos contra Brut i Cassi. Va acampar prop de Filipos i es van produir moviments estratègics per ambdues parts i finalment Norbà es va haver de retirar cap a Amfípolis i l'exèrcit republicà no el va perseguir i va acampar a la zona de Filipos (Philippi). Quan Marc Antoni va arribar a Amfípolis va felicitar Norbà per haver assegurat la plaça, i després de deixar una guarnició per reforçar les tropes de Norbà, que va nomenar governador de la ciutat, va marxar cap a Filipos.
L'any 38 aC va ser elegit cònsol junt amb Appi Claudi Pulcre. Després va ser enviat a la província d'Hispània Ulterior entre els anys 37 i 34 aC, i va posar ordre al territori, cosa amb la que va guanyar un triomf que va ser-li atorgat a Roma l'any 34 aC.
El cònsol Gai Norbà Flac, que ho va ser l'any 24 aC, era segurament un fill seu.